# (31579) 1999 FX29
1999 FX29 (asteroide 31579) é um asteroide da cintura principal. Possui uma excentricidade de 0.11417240 e uma inclinação de 5.96354º.
Este asteroide foi descoberto no dia 19 de março de 1999 por LINEAR em Socorro.